# Dékány Barnabás
Dékány Barnabás (Budapest, 1991. augusztus 28. –) magyar színész, rendező.

## Életpályája
Általános iskolai tanulmányait a szentendrei II. Rákóczi Ferenc Általános Iskola és Gimnáziumban végezte. Az Óbudai Árpád Gimnáziumban érettségizett. A gimnázium után fél évet a BGE kommunikáció és médiatudomány szakán tanult. 2011–2016 között a Színház- és Filmművészeti Egyetem hallgatója volt. 2016-tól szabadúszóként dolgozik, rendszeresen szerepel a Belvárosi Színház és az Átrium előadásaiban.
Édesanyja Balázs Ágnes színésznő, nevelőapja Gáspár András színész.

## Színházi szerepei
| Év   | Helyszín                    | Mű                      | Szerző                         | Rendező                 | Szerep                 |
| ---- | --------------------------- | ----------------------- | ------------------------------ | ----------------------- | ---------------------- |
| 2021 | Szkéné Színház              | Csend-etűdök            | Szokol Judit, Fabacsovics Lili | Szokol Judit            | Szereplő               |
| 2021 | Orlai Produkciós Iroda      | Amy világa              | David Hare                     | Valló Péter             | Szereplők              |
| 2020 | Trip Színházi Hajó          | A Bánk bán per          | Fabacsovics Lili               | Magács László           | Szereplő               |
| 2019 | Orlai Produkciós Iroda      | Szemünk fénye           | Deborah Zoe Laufer             | Szabó Máté              | Simon                  |
| 2019 | Orlai Produkciós Iroda      | Megyek utánad           | Bíró Bence, Grecsó Krisztián   | Dékány Barnabás         | Rendező                |
| 2019 | Jurányi Inkubátorház        | Hurok                   | Kerékgyártó István             | Bagossy László          | Szereplő               |
| 2019 | Orlai Produkciós Iroda      | Mr. Sloane szórakozik   | Joe Orton                      | Guelmino Sándor         | Sloane                 |
| 2018 | Átrium Film-Színház         | A krakken művelet       | Bodó Viktor, Mózsik Imre       | Bodó Viktor             | Szereplő               |
| 2018 | Gózon Gyula Kamaraszínház   | Egerek és emberek       | John Steinbeck                 | Berzsenyi Bellaagh Ádám | Curley                 |
| 2016 | Ódry Színpad                | Úton                    | Dékány Barnabás                | Dékány Barnabás         | Szereplő, író, rendező |
| 2016 | Átrium Film-Színház         | Egy, kettő, három       | Molnár Ferenc                  | Znamenák István         | Schmidt, Parker        |
| 2016 | Budaörsi Latinovits Színház | Rómeó és Júlia          | William Shakespeare            | Berzsenyi Bellaagh Ádám | Rómeó, Montague fia    |
| 2015 | Orlai Produkciós Iroda      | Száll a kakukk fészkére | Ken Kesey                      | Znamenák István         | Billy Babbit, Ruckly   |
| 2014 | Örkény Színház              | Hamlet                  | William Shakespeare            | Bagossy László          | Szereplő               |

## Filmes és televíziós szerepei
- Ketten Párizs ellen (2015) – Braun Pityu
- Sohavégetnemérős (magyar játékfilm, 2016) – Miki
- A Tanár (2018) – Feri
- Napszállta (2018) – Kadét
- A hívás (2018) – Ádám barátja
- Apró mesék (2018) – Sándor
- 200 első randi (2019) – Ramón
- Mellékhatás (2020) – Topi
- Így vagy tökéletes (2021) – Fiatal András
- Nagykarácsony (2021) – Beni
- Az unoka (2022)
- Cella – Letöltendő élet (2023) – Gyuri
- A renitens (2024) – Krisztián